# サーキット一覧
世界の主なサーキットの一覧。

## アジア

### アラブ首長国連邦
- ドバイ・オートドローム
- ヤス・マリーナ・サーキット

### インド
- ブッダ・インターナショナル・サーキット

### インドネシア
- セントゥール・インターナショナル・サーキット
- マンダリカ・インターナショナル・ストリート・サーキット

### カタール
- ルサイル・インターナショナル・サーキット

### 韓国
- 麟蹄スピーディウム
- 太白レーシングパーク
- エバーランドスピードウェイ
- 韓国インターナショナルサーキット

### クウェート
- クウェート・モーター・タウン（英語版）

### タイ
- チャーン・インターナショナルサーキット

### 台湾
- 大鵬湾国際サーキット
- 麗宝レーシング・パーク（英語版）

### 中華人民共和国
- 上海天馬サーキット
- 珠海国際サーキット
- 広東国際サーキット
- 上海インターナショナルサーキット
- 成都インターナショナル・サーキット

### トルコ
- イスタンブール・パーク

### バーレーン
- バーレーン・インターナショナル・サーキット

### マレーシア
- セパン・インターナショナル・サーキット
- ジョホール・サーキット（廃止）
- シャー・アラム・サーキット（廃止）

## アフリカ

### アンゴラ
- アウトードロモ・インテルナシオナル・デ・ルアンダ

### 南アフリカ
- キャラミ・グランプリ・サーキット
- パキサ・フリーウェイ
- イースト・ロンドン・サーキット
- ウェスバンク・レースウェイ（廃止）

## オセアニア

### オーストラリア
- ワネルー・レースウェイ
- サンダウン・レースウェイ
- ヒドゥンバレー・レースウェイ
- クイーンズランド・レースウェイ
- アルバート・パーク・サーキット
- マウント・パノラマ・サーキット
- シモンズ・プレンズ・レースウェイ
- マララ・モータースポーツ・パーク
- フィリップ・アイランド・サーキット
- イースタン・クリーク・レースウェイ
- ウィントン・モーター・レースウェイ
- レイクサイド・インターナショナル・レースウェイ
- ザ・ベンド・モータースポーツ・パーク（英語版）
- オラン・パーク・レースウェイ（廃止）
- アマルー・パーク・レースウェイ（廃止）

### ニュージーランド
- タウポ・モータースポーツ・パーク

## 北アメリカ

### アメリカ合衆国
- ラグナ・セカ
- ロード・アメリカ
- ロード・アトランタ
- ソノマ・レースウェイ
- ミラー・モータースポーツパーク
- サーキット・オブ・ジ・アメリカズ
- バーバー・モータースポーツ・パーク
- ミッドオハイオ・スポーツカーコース
- ウィロースプリングス・レースウェイ
- ワトキンズ・グレン・インターナショナル
- インディアナポリス・モーター・スピードウェイ
- デイトナ・インターナショナル・スピードウェイ
- セブリング・インターナショナル・レースウェイ
- マイアミ・インターナショナル・オートドローム
- グアム・インターナショナル・レースウェイパーク
- NOLAモータースポーツパーク（英語版）
- ブレイナード・インターナショナル・レースウェイ（英語版）
- ポートランド・インターナショナル・レースウェイ（英語版）
- ルーカス・オイル・インディアナポリス・レースウェイ（英語版）
- オンタリオ・モータースピードウェイ（廃止）
- リバーサイド・インターナショナル・レースウェイ（廃止）
- パーム・ビーチ・インターナショナル・レースウェイ（廃止）

### カナダ
- モントランブラン・サーキット
- モスポート・インターナショナル・レースウェイ
- オートドロームサントゥスタッシュ（廃止）

### メキシコ
- エルマノス・ロドリゲス・サーキット

## 南アメリカ

### アルゼンチン
- オスカル・ガルベス・サーキット
- アウトドローモ・テルマス・デ・リオ・オンド

### ブラジル
- クリチバ・サーキット
- インテルラゴス・サーキット
- アウトドローモ・ネルソン・ピケ (ブラジリア)
- ネルソン・ピケ・サーキット（廃止）

## ヨーロッパ

### イギリス
- ブランズ・ハッチ
- オウルトンパーク
- ドニントン・パーク
- クロフト・サーキット
- スラクストン・サーキット
- グッドウッド・サーキット
- シルバーストン・サーキット
- トップ・ギア テスト・トラック
- ノックヒル・レーシング・サーキット
- グッドウッド・フェスティバル・オブ・スピード
- エイントリー・モーターレーシング・サーキット
- スネッタートン・モーターレーシング・サーキット

### イタリア
- ACI ヴァレルンガ・サーキット
- モンツァ・サーキット
- タッツィオ・ヌボラーリ・サーキット
- イモラ・サーキット
- フィオラノサーキット
- ムジェロ・サーキット
- ミサノ・ワールド・サーキット・マルコ・シモンチェリ
- アドリア・インターナショナル・レースウェイ（英語版）（廃止）

### オーストリア
- レッドブル・リンク
- ザルツブルクリンク

### オランダ
- TTサーキット・アッセン
- ザントフォールト・サーキット

### クロアチア
- リエカ・サーキット

### スイス
- ブレムガルテン・サーキット（廃止）

### スウェーデン
- カールスコーガー・モータースタディオン
- ファルケンベルグ・モーターバーナー
- マントープ・パーク
- アンデルストープ・サーキット

### スペイン
- ヘレス・サーキット
- リカルド・トルモ・サーキット
- カタロニア・サーキット
- ハラマ・サーキット
- アスカリ・レース・リゾート（英語版）
- アルバセテ・サーキット
- モーターランド・アラゴン
- ナバラ・サーキット
- モンジュイック・サーキット（廃止）

### スロバキア
- アウトモトドローム・スロヴァキア・リング（英語版）

### チェコ
- アウトドローモ・モスト（英語版）
- ブルノ・サーキット

### ドイツ
- ホッケンハイムリンク
- ニュルブルクリンク
- モートルシュポルト・アリーナ・オッシャースレーベン
- ザクセンリンク
- ビルスター ベルク（英語版）
- ノリスリンク
- アヴス（廃止）

### ハンガリー
- バラトン・パーク・サーキット
- ハンガロリンク

### フィンランド
- キュミリング（英語版）

### フランス
- ブガッティ（ル・マン）
- サルト・サーキット
- マニクール・サーキット
- ポール・リカール・サーキット
- シャレード・サーキット
- ディジョン・プレノワ・サーキット
- アルビ・サーキット
- クロワ＝アン＝テルノワ・サーキット
- デュ・ヴァル・ド・ヴィエンヌ・サーキット
- オートドロム・ドゥ・リナ＝モンレリ
- シルキュイ・ポー＝アルノ
- レドゥノン・サーキット

### ベルギー
- スパ・フランコルシャン
- ゾルダー・サーキット
- ニヴェル・ボレール（廃止）

### ポルトガル
- エストリル・サーキット
- アルガルヴェ・インターナショナル・サーキット
- モンサント・サーキット（廃止）

### ロシア
- ソチ・オートドローム
- モスクワ・レースウェイ
- オートドローム・イゴラ・ドライブ（英語版）

## オーバルコース

### アジア

#### 日本
- ツインリンクもてぎ

### 北アメリカ

#### アメリカ合衆国
- アーウィンデールスピードウェイ＆イベントセンター
- アイオワ・スピードウェイ
- アトランタ・モーター・スピードウェイ
- インディアナポリス・モーター・スピードウェイ
- ウォルト・ディズニー・ワールド・スピードウェイ
- オートクラブ・スピードウェイ
- カンザス・スピードウェイ
- ケンタッキー・スピードウェイ
- シカゴランド・スピードウェイ
- シャーロット・モーター・スピードウェイ
- タラデガ・スーパースピードウェイ
- ダーリントン・レースウェイ
- テキサス・モーター・スピードウェイ
- デイトナ・インターナショナル・スピードウェイ
- ドーバー・インターナショナル・スピードウェイ
- ナッシュビル・スーパースピードウェイ
- ナザレス・スピードウェイ
- ニューハンプシャー・モーター・スピードウェイ
- ノース・ウィルクスボロ・スピードウェイ
- フェニックス・インターナショナル・レースウェイ
- ブリストル・モーター・スピードウェイ
- ホームステッド＝マイアミ・スピードウェイ
- ポコノ・レースウェイ
- マーティンズビル・スピードウェイ
- ミシガン・インターナショナル・スピードウェイ
- ミルウォーキー・マイル
- ラスベガス・モーター・スピードウェイ
- リッチモンド・インターナショナル・レースウェイ
- オルタモントスピードウェイ（廃止）

#### カナダ
- バリー・スピードウェイ
- モトプレックス・スピードウェイ
- リバーサイド インターナショナル スピードウェイ

### ヨーロッパ

#### イギリス
- ロッキンガム（廃止）

#### ドイツ
- ユーロスピードウェイ・ラウジッツ

## 市街地・臨時コース

### アジア

#### アゼルバイジャン
- バクー市街地コース

#### サウジアラビア
- ジェッダ・コーニッシュ・サーキット

#### シンガポール
- シンガポール市街地コース

#### 中華人民共和国
- ギア・サーキット
- 北京インターナショナル市街地コース

#### 日本
- 浅間高原ロードレース・コース
- 東京ストリートサーキット

#### ベトナム
- ハノイ市街地コース

#### スペイン
- バレンシア市街地コース

#### 南アフリカ
- ダーバン市街地コース

#### モロッコ
- アイン・ディアブ・サーキット

### オセアニア

#### オーストラリア
- アデレード市街地コース
- アルバート・パーク・サーキット
- サーファーズ・パラダイス市街地コース

#### ニュージーランド
- セメタリー・サーキット

### 北アメリカ

#### アメリカ合衆国
- フェア・パーク
- デトロイト市街地コース
- ラスベガス市街地コース
- セントピーターズバーグ
- フェニックス市街地コース
- ロングビーチ市街地コース
- ヒューストン市街地コース
- ラスベガス・ストリップ・サーキット

#### カナダ
- エドモントン市中央空港
- ジル・ヴィルヌーヴ・サーキット
- エキシビション・プレイス市街地コース

### 南アメリカ

#### ブラジル
- サンパウロ市街地コース
- サルヴァドール市街地コース

### ヨーロッパ

#### イギリス
- マウンテン・コース

#### イタリア
- ペスカーラ・サーキット（廃止）

#### オーストリア
- ツェルトベク飛行場

#### スペイン
- ペドラルベス・サーキット

#### フランス
- ポー市街地コース
- サルト・サーキット
- ランス・グー（廃止）
- ルーアン・レゼサール（廃止）

#### ポルトガル
- ポルト・サーキット
- モンサント・サーキット

#### モナコ
- モンテカルロ市街地コース

#### ルーマニア
- ブカレスト・リンク